# Masafumi Mizuki
Masafumi Mizuki (jap. 水筑 優文, Mizuki Masafumi; * 1. August 1974 in der Präfektur Miyazaki) ist ein ehemaliger japanischer Fußballspieler.

## Karriere
Mizuki erlernte das Fußballspielen in der Schulmannschaft der Miyazaki Technical High School. Seinen ersten Vertrag unterschrieb er 1993 bei den Kashima Antlers. Der Verein spielte in der höchsten Liga des Landes, der J1 League. Mit dem Verein wurde er 1996 und 1998 japanischer Meister. Für den Verein absolvierte er sechs Erstligaspiele. 1999 wechselte er zum Ligakonkurrenten Avispa Fukuoka. Für den Verein absolvierte er 14 Erstligaspiele. 2001 wechselte er zu Honda Lock SC. Ende 2006 beendete er seine Karriere als Fußballspieler.

## Erfolge
Kashima Antlers
- J1 League

Meister: 1996, 1998
Vizemeister: 1993, 1997
- J.League Cup

Sieger: 1997
- Kaiserpokal

Sieger: 1997
Finalist: 1993